# إعلان أربروث

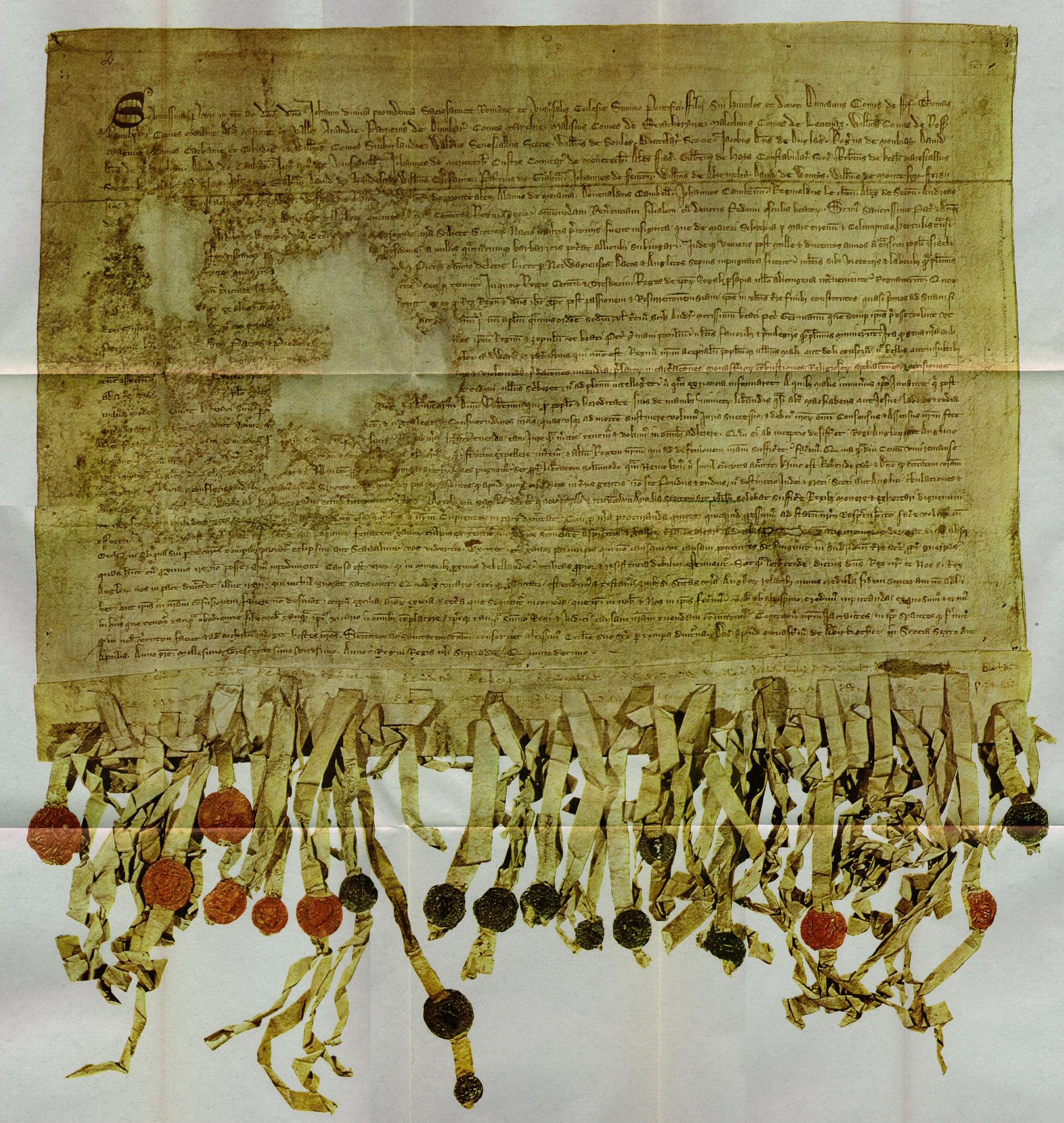

إعلان أربروث (بالإنجليزية: Declaration of Arbroath) هو إعلان الاستقلال الإسكتلندي الذي صدر في عام 1320. كان الإعلان على شكل رسالة مكتوبة باللغة اللاتينية أرسلت إلى البابا يوحنا الثاني والعشرون بتارخ 6 أبريل 1320. هدف هذا الإعلان إلى تأكيد وضع إسكتلندا كدولة مستقلة ذات سيادة، والدفاع عن حق إسكتلندا في استخدام القوة العسكرية عندما تتعرض لأي اعتداء من دول أخرى.
يُعتقد عموماً أنَّ إعلان أربوث كُتب في دير أربروث من قبل رئيس أساقفة إسكتلندا ومستشار إسكتلندا ورئيس رهبان الدير، ووقع عليه 51 من نبلاء إسكتلندا. تعتبر الرسالة التي وصلت إلى البابا النسخة الوحيدة المتبقية حتى اليوم من بين ثلاثة إعلانات مشابهة كتبها ملك إسكتلندا روبرت الأول وعدد من نبلاء إسكتلندا.

## نظرة عامة
كان إعلان أربروث جزءاً من حملة دبلوماسية واسعة النطاق، سعت إلى تأكيد مكانة إسكتلندا كمملكة مستقلة بدلاً من كونها أراضٍ إقطاعية يسيطر عليها ملوك إنجلترا. كان البابا قد اعترف بسيادة ملك إنجلترا إدوارد الأول على إسكتلندا في عام 1305.
طرح إعلان أربروث عدداً من النقاط الهامة: فإسكتلندا كانت دائماً دولة مستقلة، بل إنها كانت مستقلة لفترة أطول من إنجلترا، كما أن إدوارد الأول ملك إنجلترا هاجم إسكتلندا دون أي مبرر واعتدى على سيادتها وارتكب فظائع بحق أهها، وما فعله ملك إسكتلندا روبرت بروس خلص الأمة الإسكتلندية من الخطر الإنجليزي، وعلى كل حال فاستقلال إسكتلندا وسيادتها من صلاحيات الشعب الإسكتلندي وليس من صلاحيات الملك، ولذلك سيقوم النبلاء باختيار شخص جديد كملك لإسكتلندا إذا أ2ثبت أن روبرت بروس غير لائق في حماية استقلال إسكتلندا.

## النقاشات
فسر البعض النقطة الأخيرة على أنها تعبير مبكر عن السيادة الشعبية، وأن الحكومة تعاقدية، وأن الملوك يمكن أن يختارهم الشعب بدلاً من أن تكون سلطتهم مستمدة من الله وحده. يعتبر القوميون الإسكتلنديون الحديثون أن إعلان أربروث دليل على تصنيف المجتمع الإسكتلندي كمجتمع وطني متميز، مع ظهور فكرة القومية الإسكتلندية بشكل مبكر للغاية. لكن الغالبية العظمى من الأكاديميين يرفضون هذه الرؤية، إذ أن تعاريف مصطلحات الأمة والقومية تتغير مع مرور الوقت، واستخدام هذه المصطلحات خلال العصور القديمة والوسطى كان مختلفاً تماماً عمَّا هو عليه اليوم، وقد ادعى بعض المؤرخين أيضاً أن هذا الإعلان لم يكن بياناً للسيادة الشعبية، وأن الموقعين عليه لم يكن لديهم مثل هذا المفهوم، وإنما هو دعم للملك بروس وأنصاره، إذ برر الموقعون على الإعلان رفضهم للملك جون باليول الذي قاتل تحت اسمه ويليام والاس وأندرو دي موراي في عام 1297، لأن بروس برأهم كان قادراً على الدفاع عن إسكتلندا من العدوان الإنجليزي وحماية سيادتها، وهو الأمر الذي لم يستطع جون فعله.
جاء في الإعلان:
«لهذا الرجل الذي أنقذ شعبنا وتمسك بحريتنا، نحن ملتزمون بطاعته، ونختار متابعته في كل ما يفعله»
ومهما كان الدافع الحقيقي، فقد قدمت فكرة العقد بين الملك والشعب إلى البابا كمبرر لتتويج بروس كملك لإسكتلندا في الوقت الذي كان فيه جون باليول لا يزال يعيش في السجن البابوي.

## الموقعون على الإعلان
يوجد في بداية الوثقة 39 اسماً منهم 8 إيرل و31 باروناً، وفي نهايتها أختامهم جميعاً والتي وضعت توالياً خلال الأشهر التي أعقبت كتابة الوثيقة، أرسل العديد من النبلاء كذلك أختامهم لتوضع في الوثيقة، وقد ذكر 12 اسماً من بين هؤلاء النبلاء.
استجاب البابا للحجج الواردة في الإعلان، متأثراً بعرض الدعم الذي قدمه الإسكتلنديون لحملته الصليبية الموعودة إذا لم يعد هناك خوف من غزو إنجليزي محتمل لأراضيهم، وحث البابا في رسالة منه لملك إنجلترا إدوارد الثاني على السلام مع الإسكتلنديين، بعد مرور ثماني سنوات أي في 1 مارس 1328 وقع الملك الإنجليزي الجديد إدوارد الثالث معاهدة سلام بين إسكتلندا وإنجلترا. استمرت هذه المعاهدة لمدة خمس سنوات حتى عام 1333، وتخلى إدوارد الثالث بموجبها عن جميع المطالبات الإنجليزية بإسكتلندا.

## نسخ المخطوطة
فقدت النسخة الأصلية من الإعلان الذي أرسل إلى البابا. توجد اليوم نسخة من الإعلان بين وثائق دولة إسكتلندا يبلغ عرضها 540 ملم وطولها 675 ملم (بما في ذلك الأختام)، وهي محفوظة من قبل الأرشيف الوطني الإسكتلندي في إدنبرة. أعدَّ الترجمة الإنجليزية الأكثر شهرة للإعلان السير جيمس فيرغسون الذي كان يعمل سابقاً في الأرشيف الوطني الإسكتلندي اعتماداً على النص المأخوذ من النسخة آنفة الذكر.
أظهر المؤرخ بارو أن مقطعاً واحداً على وجه الخصوص من ترجمة فيرغسون قد كتب بأسلوب أدب مقتبس من المؤلف الروماني سالوست (86 ق.م - 35 ق.م) بشكلٍ مباشر:
«طالما بقي المئات منا على قيد الحياة، فلن نخضع تحت أي ظروف للحكم الإنجليزي، وذلك ليس بهدف المجد ولا الثروة ولكن من أجل الحرية التي لا يستسلم أي رجل شريف في سبيل الوصول إليها»
قائمة الموقعين
- دنكان الرابع إيرل فايف.
- توماس راندولف إيرل موراي، وهو من أبرز مؤيدي الملك بروس.
- باتريك دنبر إيرل مارس.
- ماليز إيرل ستراثن.
- مالكولم إيرل لينوكس.
- وليام إيرل روس.
- ماغنيس جونسون إيرل أوركني.
- ويليام دي مورافيا إيرل ساذرلاند.
- والتر مدير أعمال الأسرة الحاكمة في إسكتلندا.
- وليام دي سوليس بارون ليدزديل وبوتلر.
- السير جيمس دوغلاس بارون دوغلاس.
- روجر دي موبراي بارون بارنبل ودالميني.
- ديفيد بارون بريشين.
- ديفيد دي غراهام بارون كينكاردين.
- جون دي مينتيث الوصي على مينتيث.
- جيلبرت دي لا هاي مستشار من إسكتلندا.
- هنري سانت كلير من روسلين.
- جون دي غراهام بارون دالكيث.
- ديفيد ليندساي من كراوفورد.
- وليام أوليفانت بارون أبيردالغي ودوبلين.
- باتريك دي غراهام من لوفات.
- جون دي فنتون بارون بيك.
- ويليام دي أبرنثي من سالتون.
- ديفيد ويمس من ويمس.
- فيرغوس من أردروسان.
- وليام رامزي
- وليام دي مونتي بارون فيرن.
- آلان موراي.
- دونالد كامبل.
- جون كاميرون.
- الكسندر سيتون.
- أندرو دي ليزلي.
- الكسندر سترايتون.

بالإضافة إلى للأسماء السابقة، هناك أسماء نبلاء لا تظهر في نص الوثيقة، ولكنها موجودة في علامات الأختام وهم:
- ألكساندر دي لامبرتون.
- إدوارد كيث.
- آرثر كامبل.
- توماس دي مينزيس.
- جون دي انشمارتين.
- جون دورونت.
- توماس دي مورهام.

## الإرث
ينص قرار مجلس الشيوخ الأمريكي رقم 155 المؤرخ 10 نوفمبر 1997 على أن إعلان الاستقلال الإسكتلندي وُقع في 6 أبريل 1320 وأن إعلان الاستقلال الأمريكي كان على غراره.